# Strong Europe Tank Challenge

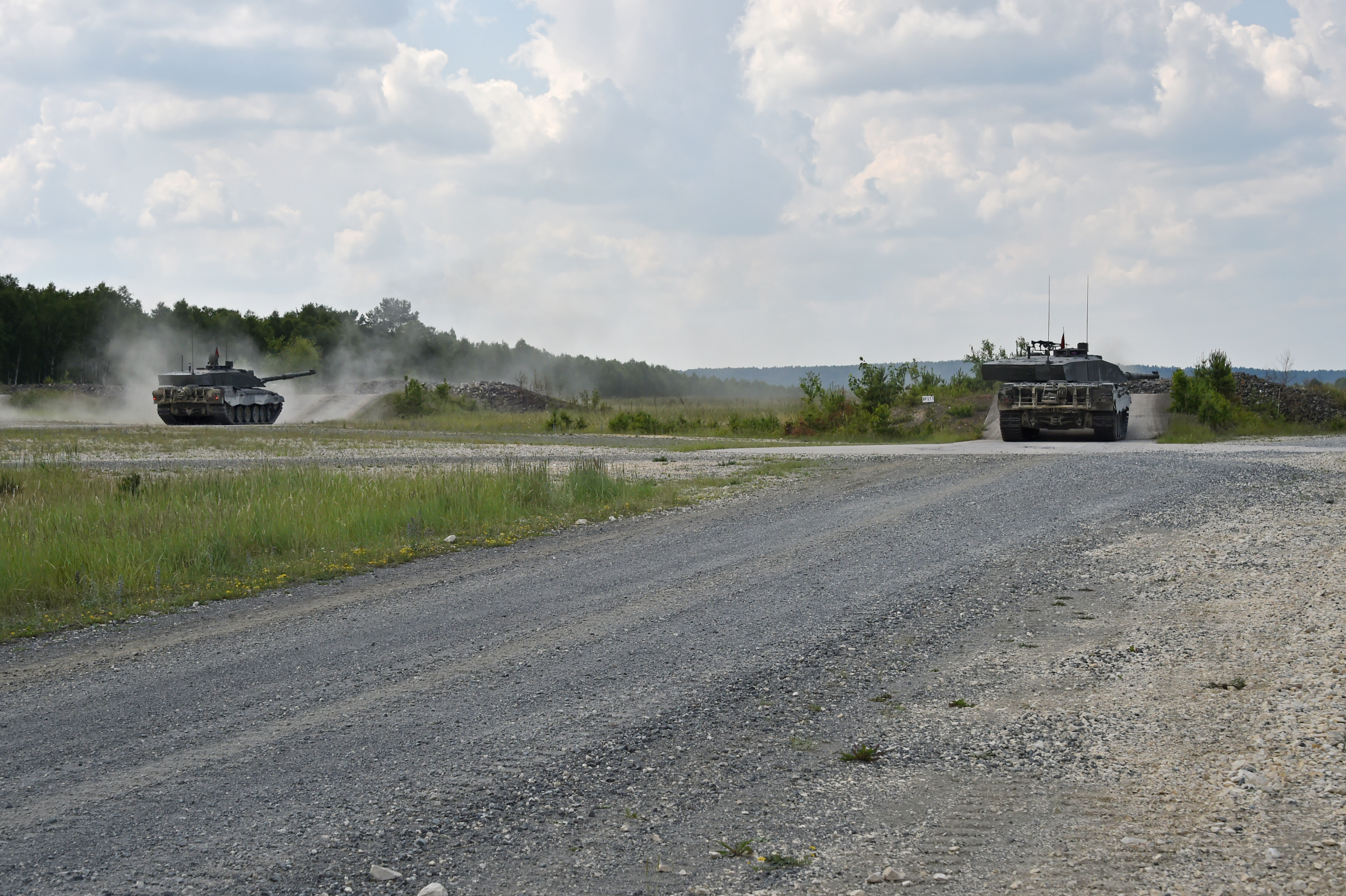
Strong Europe Tank Challenge en 2018.

Le Strong Europe Tank Challenge (SETC) était une compétition amicale, qui succède au Canadian Army Trophy, la dernière édition de celui-ci s'étant tenue en 1991. Elle était organisée conjointement par la Bundeswehr et la 7e armée des États-Unis à Grafenwöhr (Allemagne), afin de permettre le partage d’expérience, de tactiques et de procédures opérationnelles entre les participants. L’un des objectifs est de renforcer l’interopérabilité entre les participants.

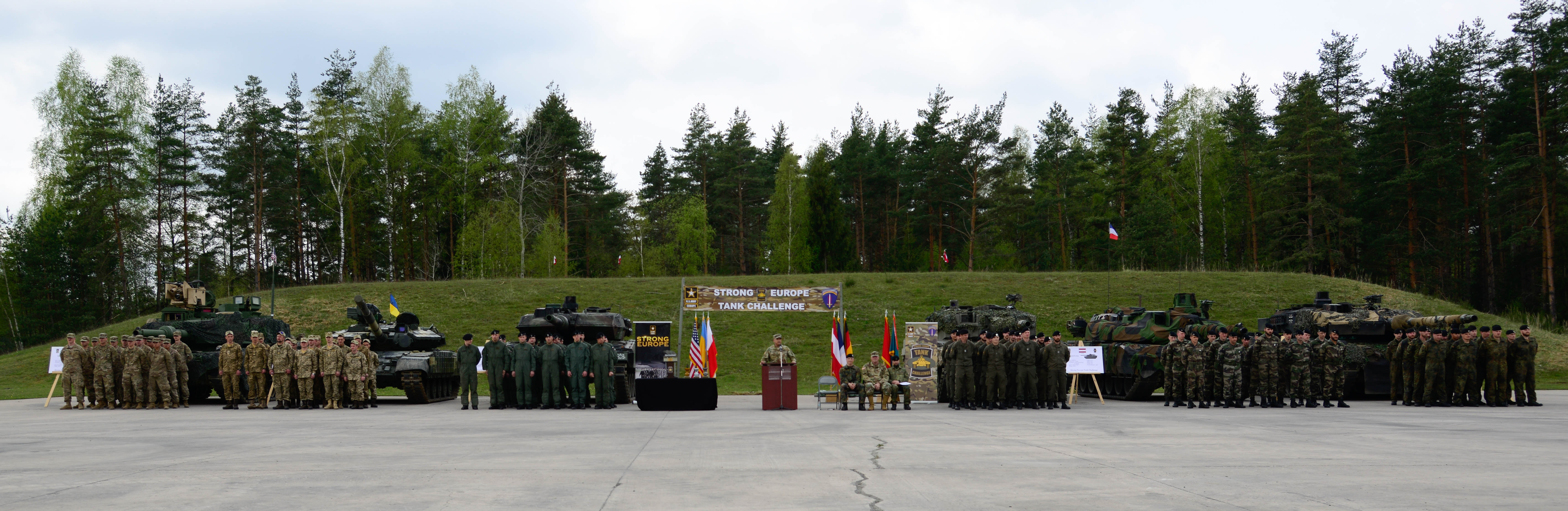
Cérémonie d'ouverture de 2017.

## Principe
Cette compétition représente l'équivalent pour l'OTAN du Biathlon de chars de combat, qui rassemble pour sa part essentiellement des pays alliés ou proches de la Russie.
Une douzaine d’épreuves étaient au programme, en majorité représentatives des savoir-faire que doit maîtriser un peloton de chars de combat : manœuvres défensives et offensives, réaction à une attaque chimique et aux engins explosifs improvisés, identification et engagement de cibles, parcours d’obstacles, recueils d’informations, etc..

## Historique

### 2016
| Place | Pays       | Unité                                         | Modèle         |
| ----- | ---------- | --------------------------------------------- | -------------- |
| 1     | Allemagne  | C/ 3. Kompanie, GebirgsPanzerbataillon 8      | Leopard 2A6    |
| 2     | Danemark   | 1/ 1st Squadron, 1st Panserbataljon           | Leopard 2A5 DK |
| 3     | Pologne    | 1/ 1st Company, 1st Tank Battalion            | Leopard 2A5    |
| 4     | Italie     | 1/ 2nd Company, 8th Tank Battalion            | C1 Ariete      |
| 5     | États-Unis | 1/ D Company, 2-7 Infantry                    | M1A2 SEP v2    |
| 6     | États-Unis | 3/ C Company, 2-7 Infantry                    | M1A2 SEP v2    |
| 7     | Slovénie   | Wolf/ 45th Center for Tracked Combat Vehicles | M-84           |

### 2017
L'Autriche, l'Ukraine (première participation pour un état non nombre de l'OTAN) et la France y ont participé à la deuxième édition.
| Place | Pays       | Unité                                         | Modèle      |
| ----- | ---------- | --------------------------------------------- | ----------- |
| 1     | Autriche   |                                               | Leopard 2A4 |
| 2     | Allemagne  |                                               | Leopard 2A6 |
| 3     | États-Unis | 1st Battalion, 66th Armor Regiment (en)       | M1A2 SEP v2 |
| 4     | France     | 501e régiment de chars de combat, 3e escadron | Leclerc     |
| 5     | Ukraine    | 14e brigade mécanisée                         | T-64BV      |
| 6     | Pologne    |                                               | Leopard 2A5 |

Le 501e RCC fit valoir que « sur les épreuves propres aux chars, le Leclerc avait surclassé les autres chars de l’OTAN » et que les « pays engagés étaient unanimes sur ce constat. »

### 2018
La troisième édition s'est tenue du 3 juin au 8 juin.
| Place | Pays        | Unité                                                          | Modèle       | Points |
| ----- | ----------- | -------------------------------------------------------------- | ------------ | ------ |
| 1     | Allemagne   | 3. Kompanie, Panzerbataillon 393                               | Leopard 2A6  | 1450   |
| 2     | Suède       | Wartofta Tank Company, régiment Skaraborg                      | Strv 122     | 1411   |
| 3     | Autriche    | KPE/PzB14                                                      | Leopard 2A4  | 1321   |
| 4     | France      | 1er régiment de chasseurs                                      | Leclerc      | 1186   |
| 5     | Pologne     | 34th Armoured Cavalry Brigade                                  | Leopard 2A5  | 1151   |
| 6     | Royaume-Uni | Queen's Royal Hussars (en)                                     | Challenger 2 | 1140   |
| 7     | États-Unis  | 2-70th Armor Regiment (en), 2nd Brigade, 1st Infantry Division | M1A2 SEP v2  | 1110   |
| 8     | Ukraine     | 14e brigade mécanisée (Ukraine)                                | T-84 Oplot   | 950    |

### 2019-2020
La compétition n'a pas eu lieu en 2019 et a été reprogrammée en 2020. Elle s'est tenue du 31 mai au 5 juin en Allemagne sur le champ de tir de la 7e Armée.

### 2021
Elle s'est tenue du 1er au 12 mars 2021, c'est la 17e brigade blindée qui a participé pour l'Ukraine. Avec dans l'ordre l'Autriche, Allemagne puis les U.S.A. sur le podium.

### 2025
Du 7 février 2025 au 20 février 2025 au Camp d'entrainement de Grafenwöhr, l'armée américaine prenant la première place. La compétition réunissait des unités du Danemark, de l'Italie, Slovénie et de la Suisse.

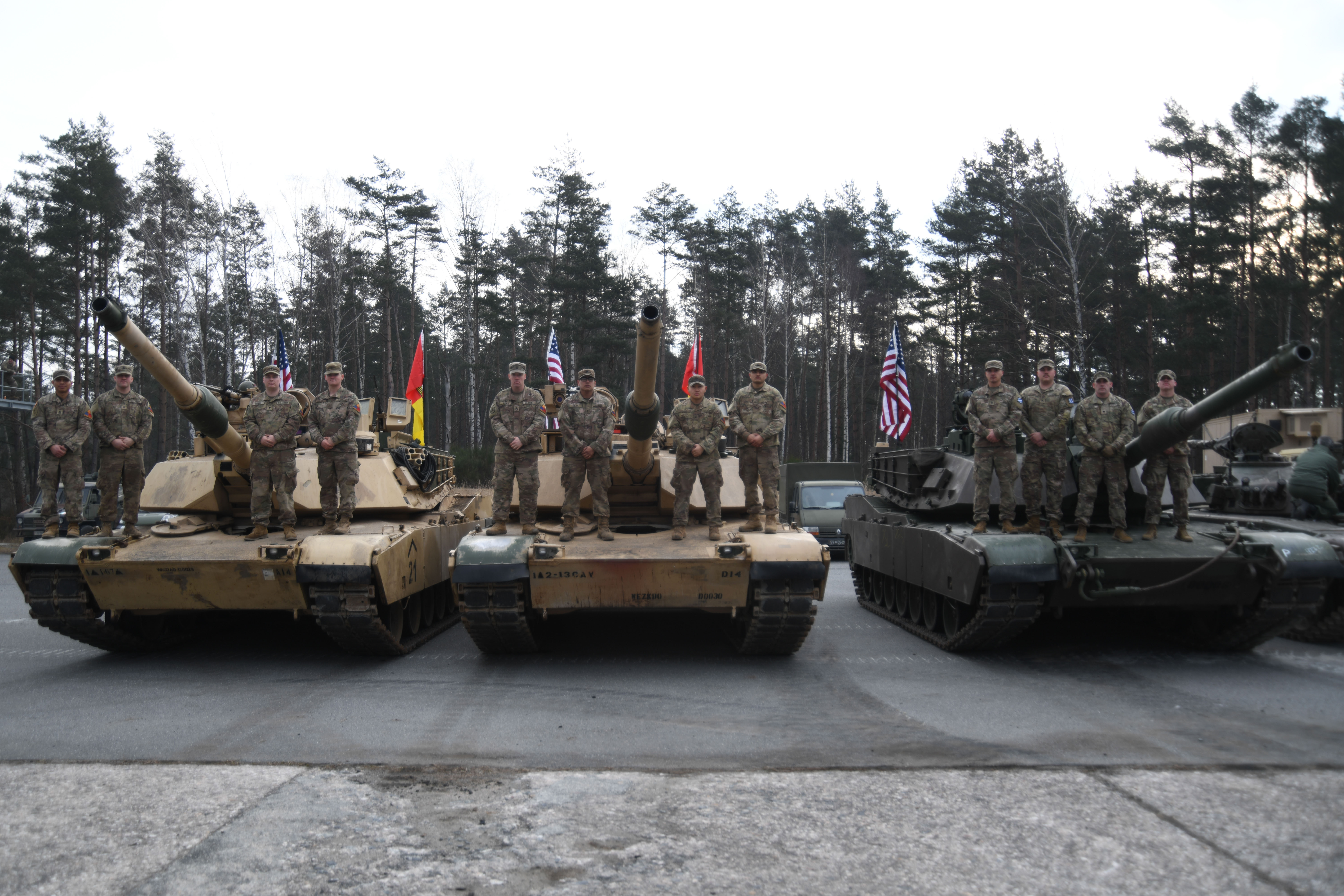
Les
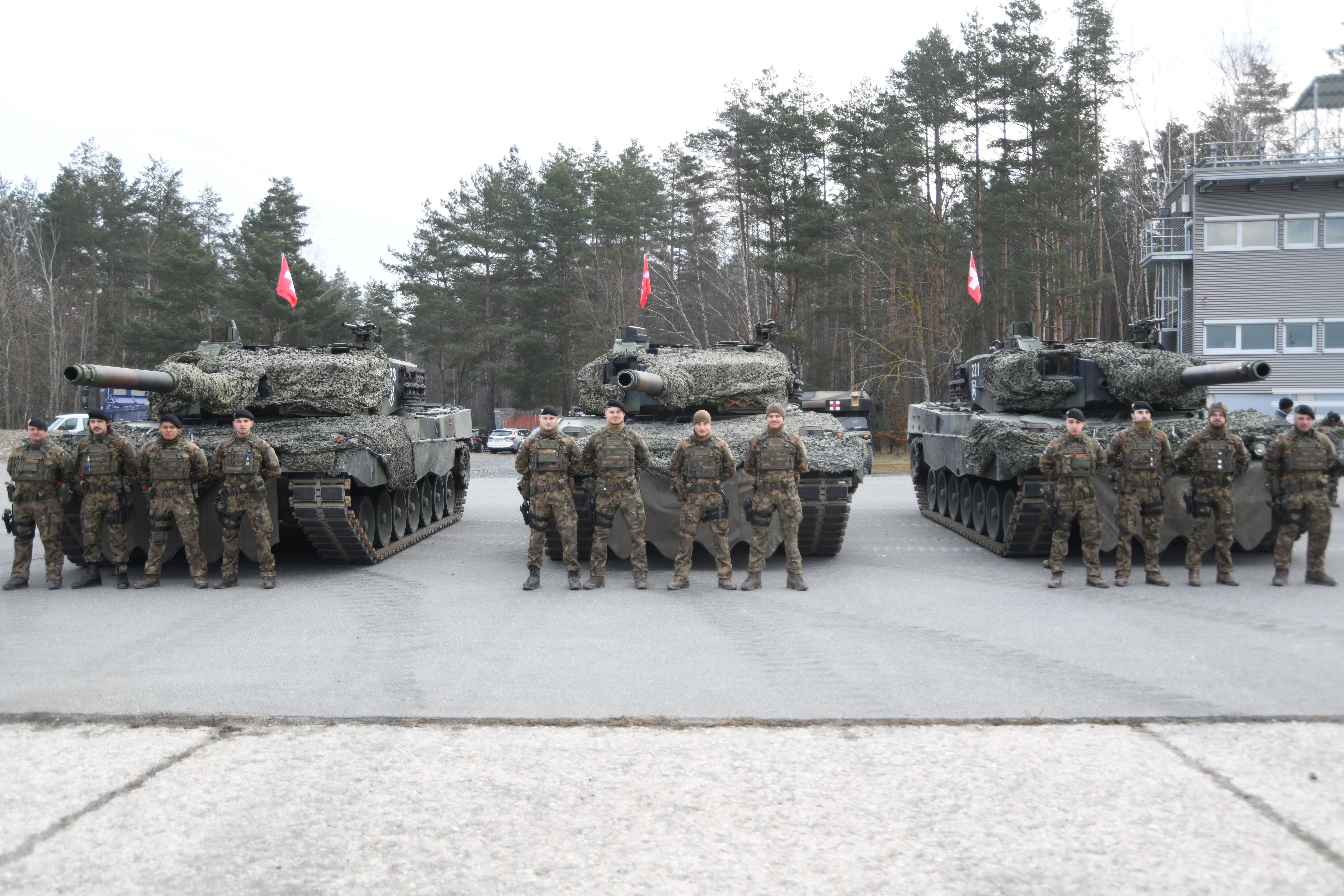
équipes
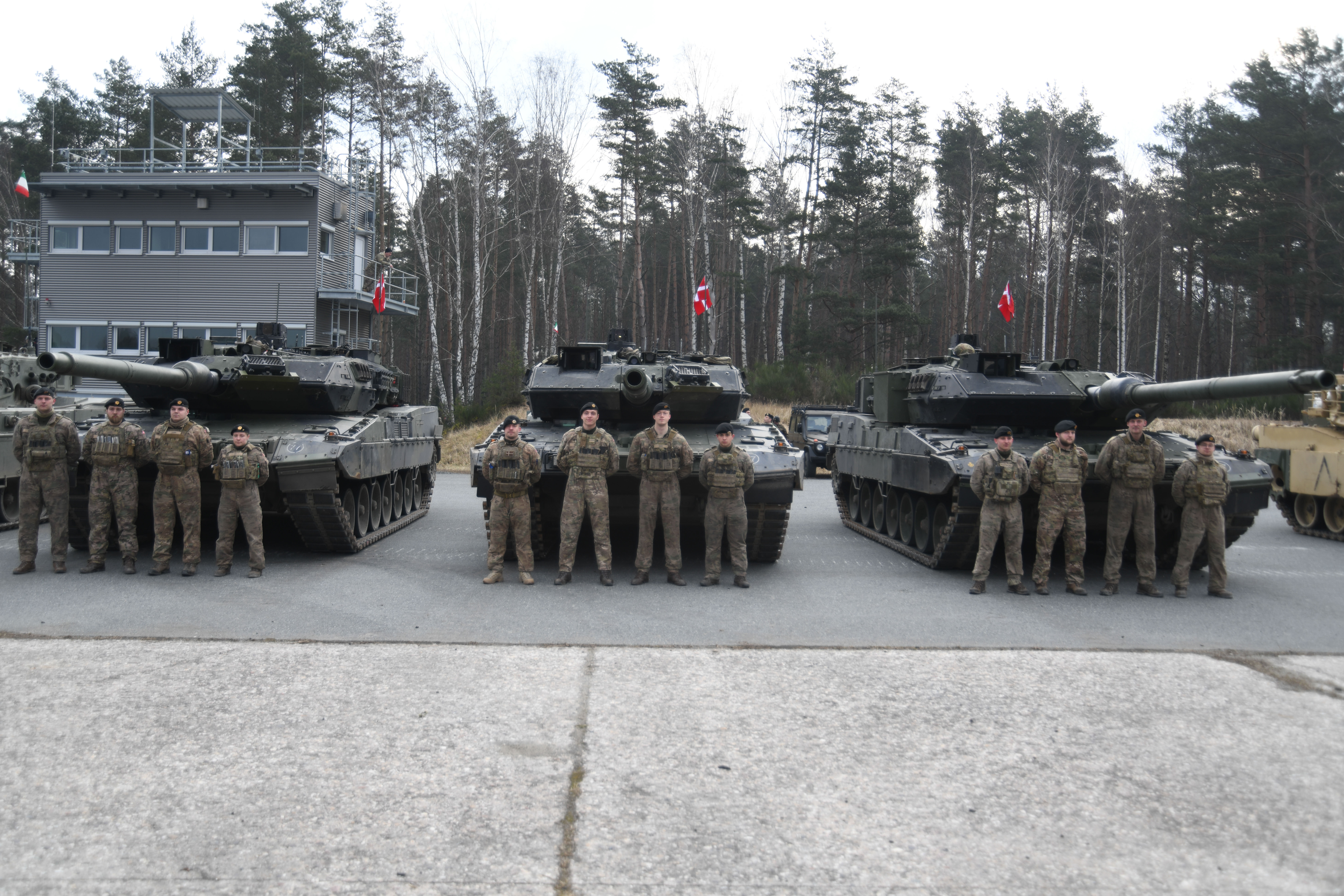
de
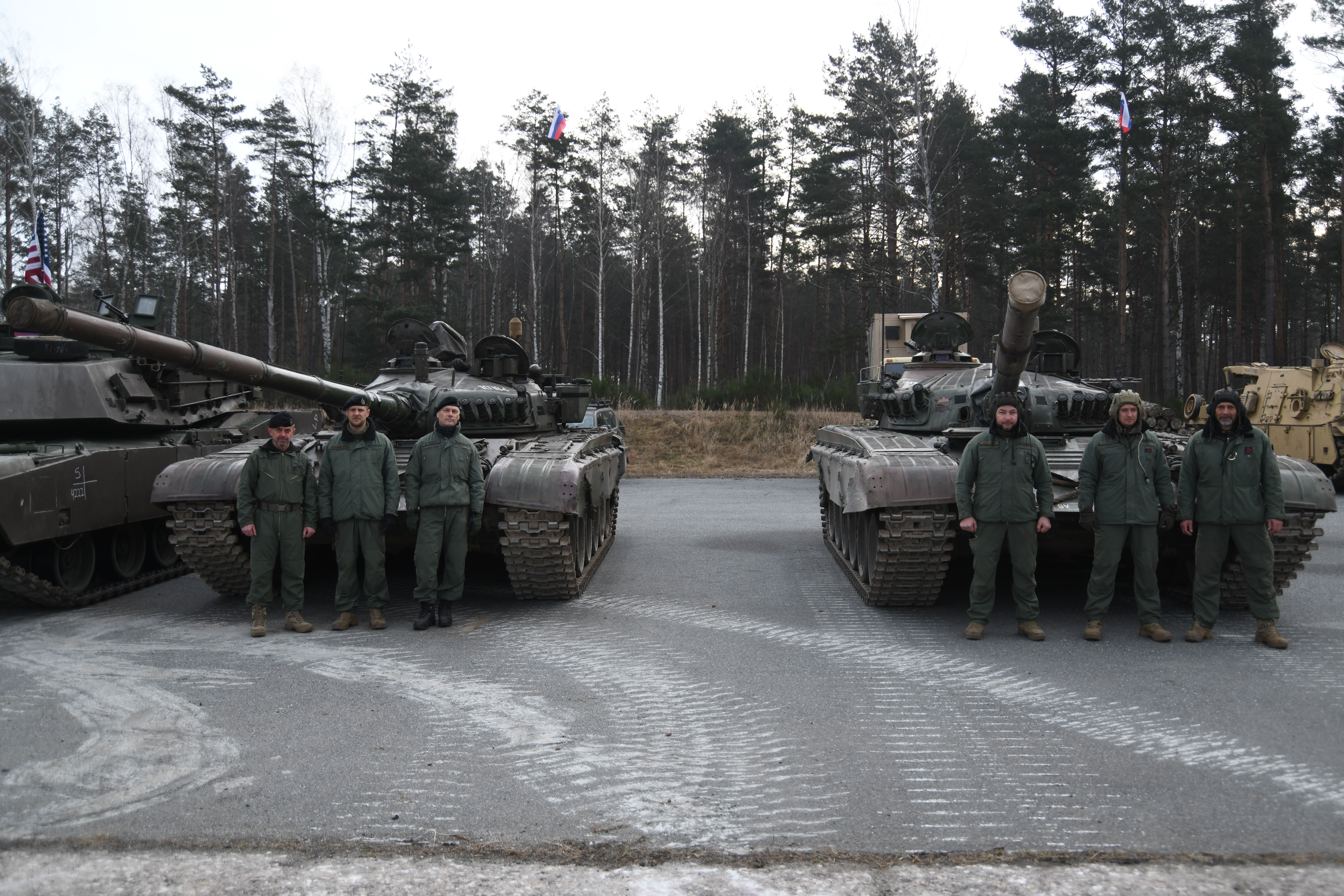
2025.